# 喋血孤城
《喋血孤城》（英語：Death and Glory in Changde），中国大陆“常德会战”题材战争片，导演沈东，制片人韩三平，主演吕良伟、袁文康、安以轩、谢孟伟、杨紫。

## 剧情
该片以“常德会战”为背景，此战，3万日军入侵常德，8000余名国军将士只剩200余人存活，日军历史记录为“凄绝……堪为保卫上海战役后最激烈之一次”。该片讲述国军74军57师代号“虎贲”（虎贲取自典故西周周武王虎贲之师）行动的师长余程万率领全军战士以死守城、抵抗日军侵略的真实故事，热情歌颂了中华民族在抗日战争之中在正面战场舍生忘死保家卫国的历史功绩。

## 演出
| 演员     | 角色     | 备注                                                                           |
| 吕良伟   | 余程万   | 國民革命軍第七十四軍57师师长，守卫常德有功劳却被判死刑，百姓请愿释放。         |
| 袁文康   | 冯葆华   | 國民革命軍第七十四軍57师连长                                                   |
| 安以轩   | 婉清     | 冯葆华未婚妻，常德丝弦戏班的艺人，结婚前三天丈夫参战，她追随丈夫参战，成为护士 |
| 谢孟伟   | 黄二虎   | 19岁國民革命軍第七十四軍57师新兵，苗族神枪手                                   |
| 杨紫     | 桃儿     | 黄二虎的姐姐                                                                   |
| 刘弈君   | 陈嘘云   | 國民革命軍第七十四軍57师副师长                                                 |
| 杨涵斌   | 柴意新   | 國民革命軍第七十四軍57师参谋长兼169团团长                                      |
| 金池     | 李副官   | 余程万副官                                                                     |
| 范雷     | 阮营长   | 河洑山阵地营长，与敌人肉搏牺牲                                                 |
| 徐光宇   | 赵营长   | 德山阵地营长，与阵地同殉                                                       |
| 彭博     | 张医生   |                                                                                |
| 周建鹏   | 邓先锋   | 国民革命军第一百军63师188团团长，民族败类、临阵脱逃                            |
| 波多江青 | 横山勇   | 日军11军司令官                                                                 |
| 三浦研一 | 岩永旺   | 日军师团长                                                                     |
| 涩谷天马 | 伊藤三郎 | 日军敢死队指挥官                                                               |